# Alpenrosen
Alpenrosen – Das Fachmagazin für Schweizer Folklore (Untertitel bis 2019: Das Folklore-Magazin der Schweiz) ist eine Schweizer Zweimonatszeitschrift, die sich mit Themen rund um Schweizer Volksmusik und Brauchtum beschäftigt. Sie entstand 2003 aus den beiden Zeitschriften Schweizer Musiker Revue und Volkstümlicher Veranstaltungskalender und erscheint bei der Alpenrosen Verlag GmbH in Schwellbrunn (Appenzell Ausserrhoden) in einer Auflage von ca. 10.000 Exemplaren. Alpenrosen ist Organ des Goldenen Violinschlüssels und des von der Eidgenössischen Jodlerdirigenten- und Komponisten-Vereinigung herausgegebenen Mitteilungsblattes Bärgfrüehlig.

## Geschichte
Zum 1. Januar 2003 wurde Martin Sebastian, ehemaliger Programmleiter des Volksmusiksenders Radio Eviva, Chefredaktor der «Schweizer Musiker Revue». Seine Hauptaufgabe bestand darin, aus dieser Zeitschrift und dem «Volkstümlichen Veranstaltungs-Kalender» eine neue zeitgemässe Zeitschrift zu entwickeln. Im März 2003 erschien die erste Ausgabe des neuen Magazins unter der Bezeichnung Alpenrosen – Das Folklore-Magazin der Schweiz. Zum 1. Mai 2006 wurde das Design der Zeitschrift überarbeitet, der redaktionelle Schwerpunkt wurde mehr auf die Schweizer Volksmusik gelegt.
Nachdem sich der bisherige Herausgeber und Verleger Hanspeter Balsiger 2012 zur Ruhe gesetzt hatte, übernahm Chefredaktor Sebastian auch diese Funktionen. Seit 2017 integriert die Zeitschrift auch mehr die neuen Tendenzen der Schweizer Folklore, etwa mit Berichten über die Neue Volksmusik, z. B. das Heiden Festival.

## Inhalte
Neben Beiträgen aus dem Bereich der Schweizer Volksmusik enthält Alpenrosen einen umfangreichen "Volkstümlichen Veranstaltungskalender", der neben der traditionellen und neueren Folklore (Neue Volksmusik) auch Anlässe des volkstümlichen Schlagers umfasst. 
Verschiedene Schweizer Vereinigungen nutzen Alpenrosen als Publikationsplattform, unter ihnen die IG Schweizer Blaskapellen sowie die Vereinigungen der Fahnenschwinger, der Alphorn-Spieler und der Mundharmonikaspieler. Alpenrosen ist Organ des Goldenen Violinschlüssels.